# Pardosa wagleri
Pardosa wagleri es una especie de araña araneomorfa del género Pardosa, familia Lycosidae. Fue descrita científicamente por Hahn en 1822.
Habita en Europa, Turquía, Cáucaso, Rusia (Europa a Siberia del Sur), Asia Central y China.